# Спектр

Спектр видимого випромінювання у загальному спектрі електромагнітних хвиль

В оптиці спе́ктром (лат. spectrum — привид) називається сукупність монохроматичних випромінювань, що належать до складу складного випромінювання. Спектр випромінювання може описуватися графічною, аналітичною або табличною залежністю. Джерела випромінювання можуть мати суцільний, смугастий, лінійчатий спектр або спектр, що має суцільну та лінійчату складові.
Галузь фізики, яка вивчає оптичні спектри, називається спектроскопією. Прилади, якими вимірюються спектри, називаються спектрометрами.

## Типи спектрів
Розрізняють спектр випромінювання й спектр відбиття тіла. Спектр випромінювання — це набір монохроматичних хвиль, які випромінює дане тіло. При вимірюванні спектру поглинання тіло опромінюють білим світлом і фіксують частоти променів, які пройшли через нього. Аналогічним чином вимірюється спектр відбиття — фіксуються частоти променів, відбитих тілом.

## Структура спектру

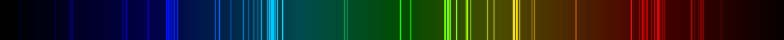
Смугастий спектр видимого випромінювання азоту

- Неперервний спектр — спектр, у якого монохроматичні складові заповнюють без розривів інтервал довжин хвиль, в межах якого відбувається випромінювання.

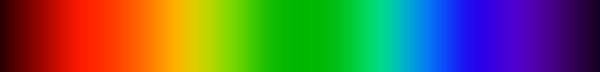
Неперервний спектр видимого випромінювання

Неперервний спектр відтворює нейтрально білий колір, що теоретично в природі ніколи не зустрічається. Наприклад, спектр випромінювання сонця протягом дня змінюється з слабко жовтуватого до помаранчевого ввечері, що пояснюється розсіюванням коротких синьо-фіолетових хвиль в атмосфері. Розсіяні короткі хвилі в атмосфері забарвлюють її в блакитні відтінки, а до земної поверхні доходить світло, в якому бракує відповідної частини спектру. Кольорова температура, баланс білого кольору — поняття, які пов'язані з частковою зміною спектру та його корекцією.
- Смугастий спектр — спектр, монохроматичні складові якого утворюють групи (смуги), що складаються з багатьох тісно розташованих ліній емісії. Смуги випромінювання різних хімічних елементів різні, на чому заснований спектральний аналіз речовини при аналізі сполук невідомого складу.

- Лінійчатий спектр — спектр, що складається з окремих монохроматичних ліній, що не зливаються одна з одною.

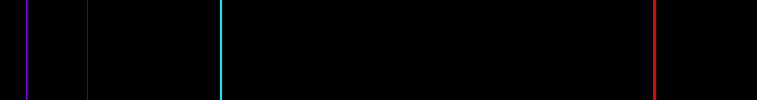
Лінійчатий спектр видимого випромінювання атома водню

Більш-менш чистий лінійний спектр випромінювання можна отримати при свіченні газів, спалювання простої речовини. Емісійний спектр рідин та металів має набагато більше ліній емісії, розташовані вони між собою ближче.